# PLZ-45
PLZ-45は、中華人民共和国で開発された輸出向けの自走砲である。人民解放軍陸軍でも評価用として少数が導入されており、88式自走榴弾砲とも呼ばれる。

## 概要
中国北方工業公司（NORINCO）が開発した初の155mm自走砲であり、1988年11月に開催された第2回北京国際防衛博覧会で試作車が初公開された。チーフデザイナーは、中国初の152mm自走砲開発時に全体設計チームの責任者であった蘇哲子（苏哲子）が担当した。
主砲は西側規格の155mm口径であり、「WAC-21」牽引式榴弾砲（89式とも呼ばれる）を車載化したものである。本砲はイラク軍の「スーパーガン」を設計したことで有名なジェラルド・ブル工学博士の協力を受けて開発されたもので、最大射程は通常榴弾で24km、長射程（ERFB）弾で30km、ERFB-BB弾で39kmである。半自動装填装置を備えており、発射速度は毎分4-5発、砲弾搭載数は30発で、装填装置に24発が搭載され、残りの6発は装填装置の下部右側に保管される。砲塔は全周旋回可能な密閉式で、射撃時の旋回角は通常左右各30度、俯仰角はマイナス3度からプラス72度である。さらに、射撃管制コンピュータ、電動/油圧式サーボ、航法システム、GPS測位システム、砲口初速レーダー、自動照準システム、光学照準システムなどから構成される射撃管制システムを搭載している。
副武装としては、砲塔上部右側の車長用キューポラに対空用の「W-85」12.7mm重機関銃を装備する。搭載弾数は400発。
車体は新たに設計された防弾鋼板の溶接構造で、従来までの中国製自走砲にあったロシア色がほとんど消えて西側製自走砲に近くなったとされている。車体後部には弾薬補給用の大型ドアと射撃時用の駐鋤が備えられている。エンジンは525馬力のBF12 L413FC型空冷ディーゼルエンジンである。最大速度は56km/h（路上）、航続距離は450km（路上）、渡渉水深は1.2m、超壕能力は2.7m、超堤能力は0.7m、登坂能力は30度となっている。また、消火・防爆システムとNBC防護システムを備えている。
乗員は、4名とする資料と5名とする資料がある。
最初の輸出先はクウェート陸軍で、1997年と2001年に27両ずつ（72両と74両との説もある）を発注した。また、アルジェリア陸軍とサウジアラビア陸軍も導入している。中国人民解放軍陸軍では評価用として少数のみ導入した。

## 派生型
同型の車体を使用した、PCZ-45という名称の弾薬補給車が存在する。

## 運用国
- アルジェリア - 2023年時点で、アルジェリア陸軍が推定54両のPLZ-45を保有している[7]。
- 中華人民共和国 - 評価用として少数のみ導入[1]。2023年時点で、中国人民解放軍陸軍の保有装備としては計上されていない[8]。
- クウェート - 2023年時点で、クウェート陸軍が51両のPLZ-45を保有している[9]。
- サウジアラビア - 2023年時点で、サウジアラビア陸軍が54両のPLZ-45を保有している[10]。